# Tatiana Anodina
Tatiana Grigorievna Anodina (rusă Татья́на Григо́рьевна Ано́дина) (n. 16 aprilie 1939 la Leningrad) este un inginer rus, profesor, doctor în științe tehnice. De la înființarea sa și până în prezent este președinte al Comitetului Interstatal de Aviație (rusă Межгосударственный авиационный комитет - МАК), funcție echivalentă gradului militar de general de aviație.

## Date biografice
Tatiana Anodina s-a născut în 16 aprilie 1939 la Leningrad, în familia unui pilot militar. A absolvit Institutul Politehnic Liov în anul 1961.
A lucrat la Institutul de Stat de Cercetare Științifică al Aviației Civile, în diferite funcții, de la simplu inginer la director. Ca cercetător, s-a ocupat de crearea și punerea în aplicare a sistemelor de comunicații, navigație și supraveghere prin satelit. Este om de știință și tehnologie emerit, fiind autoarea a mai mult de 100 de lucrări științifice.
În același timp a devenit șef al Departamentului Tehnic din cadrul Ministerului Aviației Civile.
În 1991 a fost înființat Comitetul Interstatal de Aviație, ca structură a CSI, Tatiana Anodina fiind numită președinte, funcție deținută și în prezent.
S-a speculat că ar avea gradul de general de aviație, însă ea a dezmințit acest lucru, afirmând că apelativul de „general în fustă” se bazează doar pe o presupunere. Funcția sa este însă clasificată ca fiind de nivel 14, (nivelul maxim, al unui ministru, fiind de 16), nivel care este echivalent gradului de general cu două stele.

## Familia
A fost măritată cu Piotr Stepanovici Pleșakov (1922–1987), ministrul comunicațiilor din URSS, cu care are un fiu, Aleksandr, născut în 1966. Aleksandr este fondatorul și președintele, primei companii aviatice neguvernamentale din Rusia, Transaero. Tatiana Anodina are două nepoate de la fiul ei Aleksandr.

## Onoruri
- Ordinul de Merit Pentru Patrie, cl. a III-a (1999)[8]
- Savant emerit al Federației Ruse (1997)[9]
- Ordinul Pentru Merit (Ucraina), cl. a III-a (2007)[10]
- Laureată a Premiului de Stat Sovietic[7]
- Laureată a premiului „Edward Warner” al ICAO (1997)

## În atenția presei
Tatiana Anodina a intrat în atenția presei, în special a celei poloneze, în urma rezultatelor publicate în raportul МАК privind Accidentul aviatic de la Smolensk din 2010, raport efectuat sub conducerea viceprim-ministrului însărcinat cu transporturile, Serghei Ivanov, a Tatianei Anodina și a ministrului pentru situații de urgență, Serghei Șoigu. I se reproșează că a admis divulgarea în raport a conversațiilor din carlinga avionului, menționarea în raport a alcoolemiei generalului Andrzej Błasik și că acesta ar fi presat piloții să aterizeze, fapt considerat de natură politică. Îi este pusă la îndoială buna-credință, afirmându-se că ar fi fost numită la conducerea МАК încă înainte de înființarea sa și că ar fi în conflict de interese deoarece ar deține acțiuni  ale companiei de aviație Transaero, al cărei fondator și acționar principal este fiul său, Aleksandr Pleșakov, iar director general este nora sa, Olga Pleșakova. De asemenea, i se reproșează lipsa de transparență a МАК și statutul care îi asigură o imunitate similară personalului diplomatic. Este numită „Doamna de Fier a aviației din Rusia”.